# Mary Wesley
Mary Wesley, vero nome Mary Aline Mynors Farmar (Englefield Green, 24 giugno 1912 – Totnes, 30 dicembre 2002), è stata una scrittrice britannica.

## Biografia
Iniziò a scrivere dopo la morte del suo secondo marito, che la lasciò vicina alla povertà. Divenne una delle più affermate scrittrici britanniche, con più di tre milioni di copie vendute.
Scrisse due libri per bambini, per poi passare a racconti per adulti. Il suo stile rivela una netta e critica visione che analizza tutte le sfaccettature della Inghilterra signorile con humour, compassione ed ironia, con particolare importanza sui valori sessuali ed emotivi.